# Spermacoce crispata
Spermacoce crispata là một loài thực vật có hoa trong họ Thiến thảo. Loài này được (K.Schum.) Delprete mô tả khoa học đầu tiên năm 2007.